# Aegoidus peruvianus
Aegoidus peruvianus là một loài bọ cánh cứng trong họ Cerambycidae.